# 清水みなと祭り
清水みなと祭り（しみずみなとまつり）は、毎年8月4日の清水港開港記念日に合わせて8月第1週の週末（金曜・土曜・日曜）で行われる、静岡市の港まつりである。3日間の開催で、毎年約70万人の参加者が訪れる。静岡市の祭りとして「静岡まつり」と並び静岡２大まつりとされている。

## 概要
- 戦後の町おこし、戦争で荒廃した街を何とかしたいという思いで、清水港を中心とした経済界が、旧清水市を活気づけようと、旧清水市と商工会議所に呼び掛け、1947年に第1回を開催。以後2020年と2021年を除き毎年行われ、夏のイベントとして市民に定着している。
- 通常毎年8月の第1金曜日から3日間行われる。主要イベントは静岡市清水区中心部で行う「港かっぽれ総おどり」。

## 内容

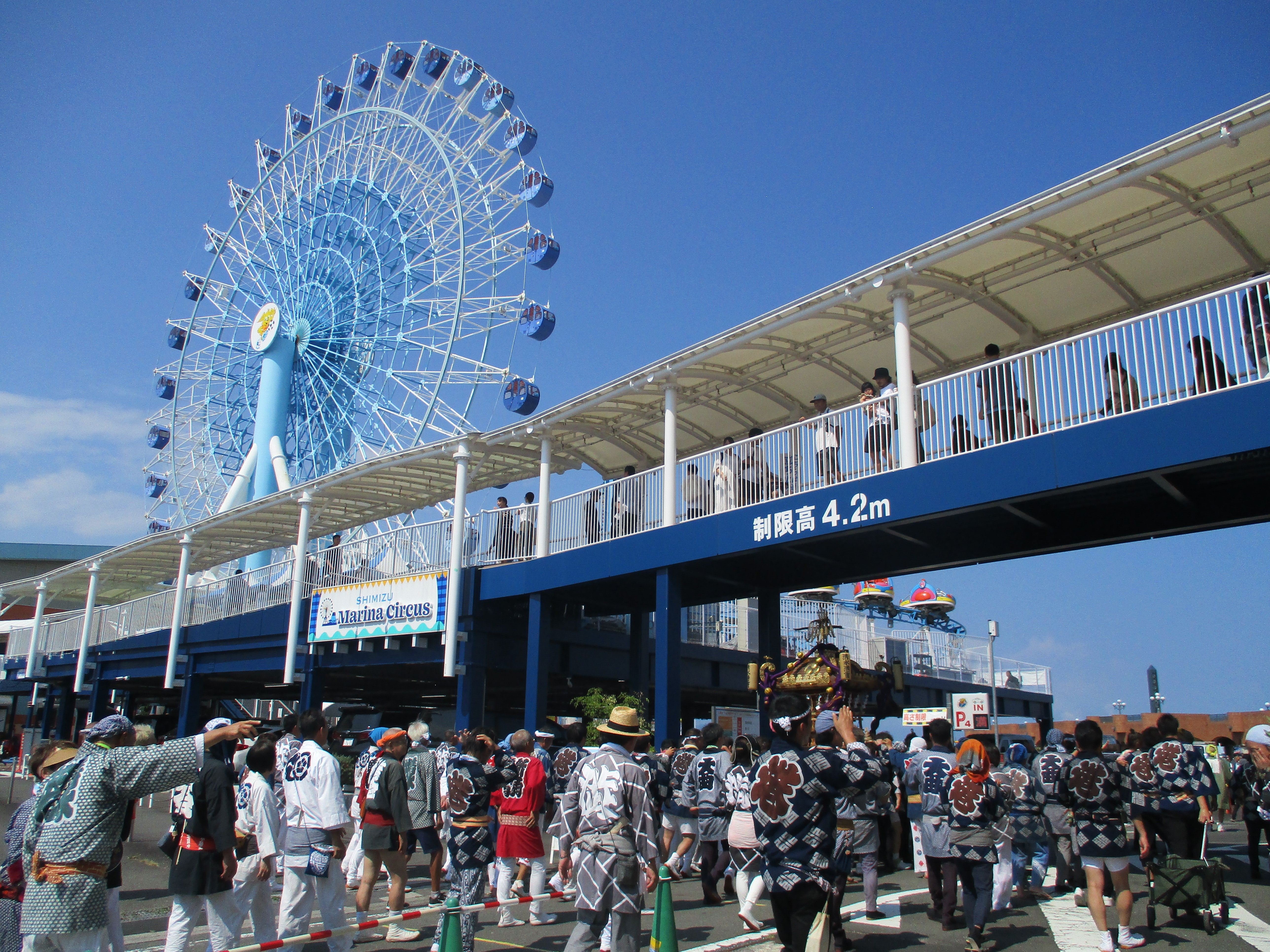
エスパルスドリームプラザに到着した神輿（2024年8月4日）

- 1日目 成功祈願祭（矢倉神社）かっぽれ奉納、音楽パレード、清水ゆかた踊り地踊衆、港かっぽれ総おどり
- 2日目 次郎長道中、清水マリンフェスタ（自衛隊・海保の各展示）、港かっぽれ総おどり
- 3日目 次郎長道中、神輿渡御、伝統の競演「美縁」、海の広場、マリンパークステージ、警察車両展示、静岡県警察音楽隊、清水マリンフェスタ（自衛隊・海保の各展示）、海上花火大会

## 港かっぽれ総おどり
1日目、2日目には「港かっぽれ総おどり」が行われる。
- 清水区中心部のさつき通り（JR清水駅前〜港橋）で「港かっぽれ総おどり」が行われ、2日間で延べ3万人の踊り手たちで盛り上がる。
- 昭和30年代ごろまでは、『港おどり』『次郎長おどり』『港小唄』の3曲を踊る祭りだった。その後、『清水おどり』『花の次郎長さん』『新駿河節』の曲目が追加された。
- 1987年（昭和62年）第40回目に、作詞：阿木燿子、作曲：宇崎竜童、踊りの振付け：江戸芸かっぽれ家元櫻川ぴん助の『港かっぽれ』が追加される。その後も阿木・宇崎は曲を提供し続けている。

### 港かっぽれ演目
- 清水おどり　作詞：法月吐志楼　作曲：藤本秀夫 編曲：山口俊郎
- 次郎長おどり 作詞：若杉雄三郎　作曲：江口夜詩
- 港おどり 作詞：若杉雄三郎　作曲：中山晋平
- 港かっぽれ！KAPPORE FUNK 作詞／作曲：宇崎竜童
- 活惚レゲエ KAPPOREGGAE 作詞：阿木燿子／作曲：宇崎竜童
- かっぽれ侫武夛 作詞：阿木燿子／作曲：宇崎竜童
- かっぽれエイサー 作詞：阿木燿子／作曲：宇崎竜童
- かっぽれ・フラメンコ 作詞：阿木燿子／作曲：宇崎竜童、振付：鍵田真由美・佐藤浩希（共同振付）
- 富士山の如し 作詞：阿木燿子／作曲：宇崎竜童／編曲：杉浦邦弘

宇崎竜童は、約5年毎に新曲を提供しており清水区の市民と交流がある。宇崎作曲の「かっぽれ」シリーズは杉浦邦弘の編曲により、吹奏楽の演奏曲でも人気となり、地元の静岡翔洋高吹奏楽部ではメイン演目として清水を代表して演奏されているほか全国の吹奏楽で演奏されている。

## 清水マリンフェスタ
- 清水港 日の出埠頭で開催される催しで、自衛隊装備品の展示、海上自衛隊護衛艦の特別公開、航空自衛隊の展示飛行、海上保安庁の巡視船一般公開などが毎年開催されている。

2024年 海自 護衛艦「たかなみ(護衛艦)」、陸自 16式機動戦闘車・軽装甲機動車・高機動車など、空自 「T-7・T-4」など、海保 巡視船「おきつ（PM-36）」
2023年 海自 補給艦「ときわ(補給艦)」、陸自 16式機動戦闘車・高機動車など、空自 F-15・F-2支援戦闘機・C-2・T-400など、海保 巡視船「おきつ（PM-36）」
2022年 海自 護衛艦「あまぎり(駆逐艦)」、陸自 16式機動戦闘車・87式偵察警戒車など、空自 F-15・F-2支援戦闘機・C-130H・T-400など、海保 巡視船「おきつ（PM-36）」、県警 警察音楽隊演奏
2019年 海自 護衛艦「はるさめ」・掃海艦「ひらど」、空自 F-15・F-2支援戦闘機・「T-7」、陸自 「第1音楽隊演奏」、東海大学海洋学部 「望星丸」
2018年 海自 護衛艦「いずも」、空自 「T-7」・「T-4」
2017年 海自 護衛艦「むらさめ」、空自 「ブルーインパルス」開港120周年記念飛行
2016年 海自 護衛艦「やまぎり」、海保 巡視船「おきつ（PM-36）」、東海大学海洋学部 「望星丸」
2015年 海自 護衛艦「さみだれ」
2014年 海自 護衛艦「やまゆき」
2013年 海自 護衛艦「あしがら」
2012年 海自 護衛艦「ひゅうが」・「やまゆき」
2010年 海自 護衛艦「たかなみ」・「しらゆき」
2009年 海自 護衛艦「くらま」・「掃海母艦うらが」、海保 巡視船「やしま」
2008年 海自 護衛艦「むらさめ」・「はるさめ」
2007年 海自 護衛艦「さわゆき」・「掃海艦やえやま」
2006年 海自 護衛艦「はたかぜ」・「いかづち」

## 次郎長道中
1951年、第5回から、次郎長通り商店街によって始められた。清水次郎長と二十八人衆に、山岡鉄舟、お蝶を加えた役者が、端折り浴衣に股引き、手甲脚絆の旅姿に身を包み、舞台演舞スタイルの化粧とカツラで、練り歩き、踊り、寸劇などのパフォーマンスを披露しながら、清水次郎長が地元に尽くした功績を伝えている。

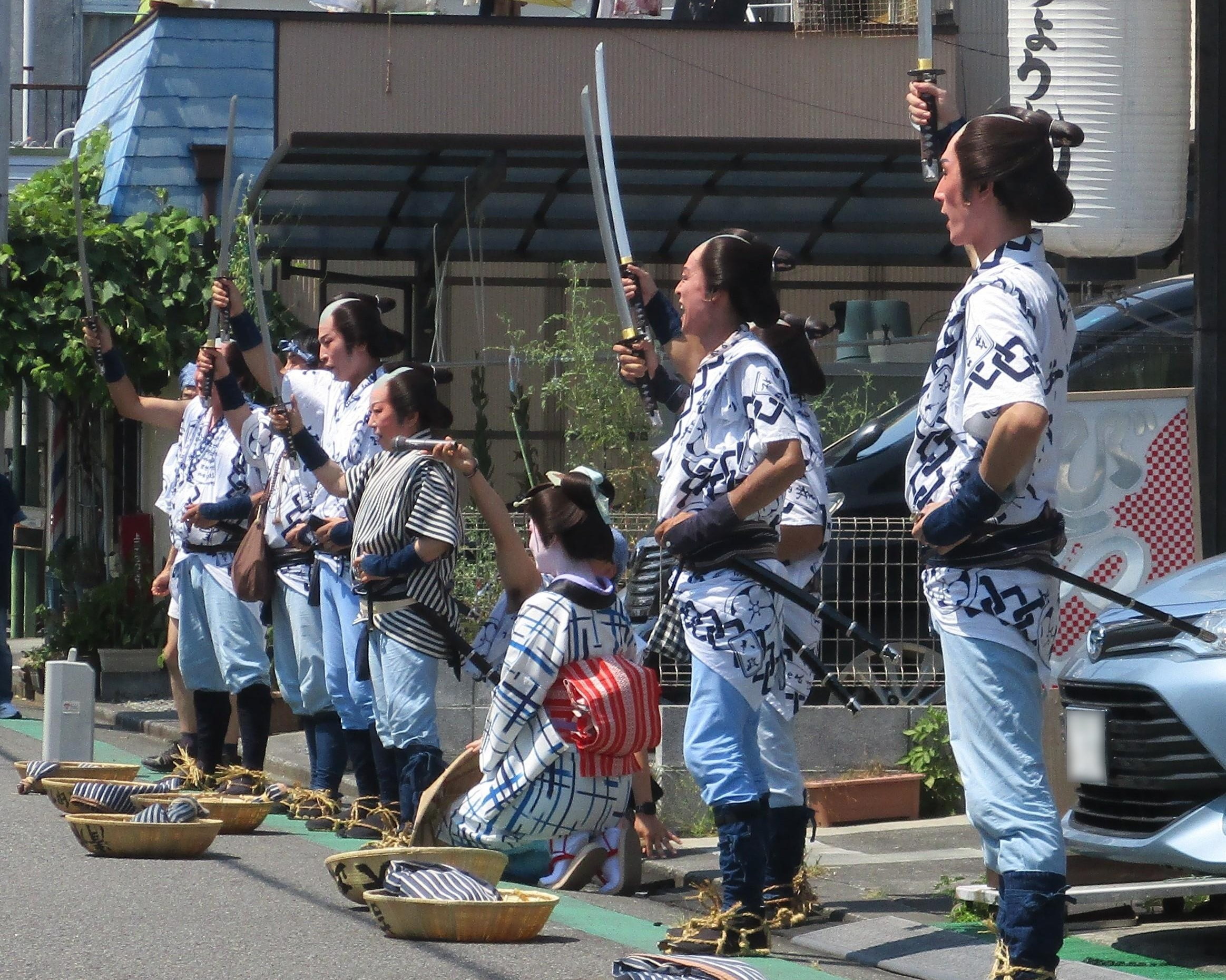
2024年8月4日
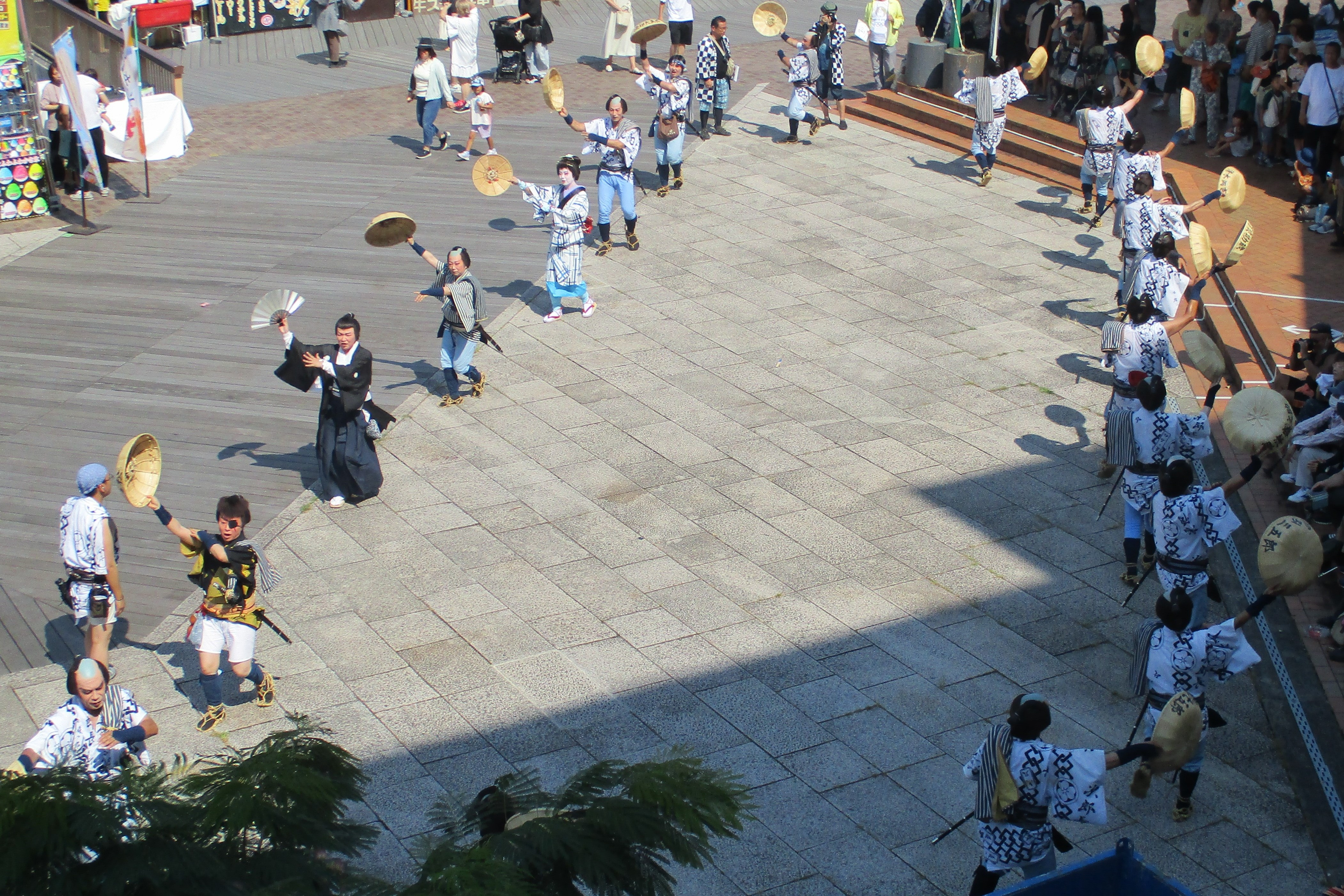
2024年8月4日

## 海上花火大会
- 最終日の締めくくりとして行われる海上花火大会。日の出埠頭で1万発以上の花火が打ち上げられる。

## 脚註
1. ↑  静岡市最大級　清水みなと祭り　みどころは？ 静岡新聞
2. ↑  歴史ある静岡市の2大イベント 「静岡まつり」＆「清水みなと祭り」
3. ↑  ズームアップインタビュー■清水みなと祭り・総おどりの歴史■
4. ↑  特定非営利活動法人清水次郎長道中保存会